# 石坂養平

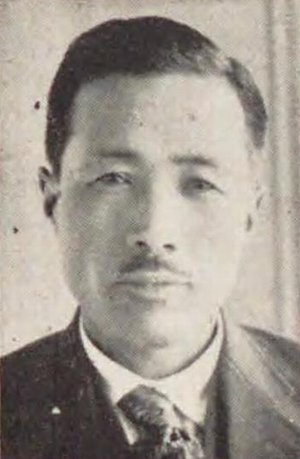
石坂養平

石坂 養平（いしざか ようへい、1885年（明治18年）11月26日 – 1969年（昭和44年）8月16日）は、日本の文芸評論家、政治家。衆議院議員、埼玉県議会議員（いずれも立憲政友会）。父の石坂金一郎も政治家で、郡会議員、県会議員を務めた。

## 経歴
埼玉県大里郡中奈良村（後の奈良村、現在の熊谷市）に大地主の家の長男として生まれる。幡羅尋常小学校、熊谷中学校を経て1902年（明治35年）に第二高等学校に進学。1906年（明治39年）に東京帝国大学理学部に進学したが中退して、1910年（明治43年）に同文科大学哲学科に再入学した。帝大在学時から文芸評論家として活動を始め、「新自然主義の誕生」や「鈴木三重吉論」などの文学論を発表して中央文壇に認められた。
1913年（大正2年）の大学卒業後も文芸評論家として活動したが、1915年（大正4年）の父の死にともない家督を継ぐため奈良村に帰郷し、地域の名士として奈良村農会長や同信用販売購買組合長、大里郡乾繭販売利用組合長や同農会長や同養蚕業組合連合会長などを歴任した。その一方で評論活動を続け1919年（大正8年）には「有島武郎論」を発表して作家の有島武郎との間で論戦を展開、『早稲田文学』『中央公論』『新潮』などの文芸雑誌に評論や随筆を掲載した。また、熊谷地域で文芸雑誌『曙光』が出版された際には、その後援者になるなど地域青年の文化育成にも取り組んだ。
1920年（大正9年）、立憲政友会から埼玉県議会議員選挙に出馬し当選、1922年（大正11年）より同副議長を務めた。1928年（昭和3年）、第16回衆議院議員総選挙に出馬し、当選。さらに第19回から第21回まで連続当選を果たした。政界に進出する一方で実業界でも活動し、武州銀行監査役、熊谷製糸株式会社取締役、1943年（昭和18年）からは埼玉銀行取締役などの要職を務めた。
太平洋戦争の終結後、GHQの指示により公職追放の処分を受けると政界を離れ、関東いすゞ自動車株式会社取締役や蛇の目ミシン工業株式会社監査役などを務めた。このほか、社会文化活動にも取り組み埼玉県文化財保護審議委員、埼玉県社会教育委員、埼玉県公安委員などを務め、地域の学校校歌の作詞や記念碑などの碑文の題字を手掛け、熊谷市名誉市民に選ばれた。
1969年（昭和44年）8月16日死去。83歳没。墓は熊谷市下奈良の集福寺にある。

## 著書
- 『芸術と哲学の間』（高踏書房、1915年）
- 『自叙伝』（関東印刷所、1930年）
- 『偃仰録』（常盤会事務所、1932年）
- 『文明の高士』（清和書店、1934年）
- 『石坂養平著作集 第1巻』（関東図書、1961年）
- 『石坂養平著作集 第2巻』（関東図書、1962年）
- 『石坂養平著作集 第3巻』（関東図書、1964年）